# Maletsunyane-Wasserfall
Als Maletsunyane-Wasserfall (englisch: Maletsunyane Falls nach dem Fluss Maletsunyane, auch Le Bihan nach einem französischen Missionar, der 1881 als erster Weißer den Wasserfall sah) wird ein 192 Meter hoher Wasserfall im Staat Lesotho im südlichen Afrika bezeichnet. Er ist nach den Tugela Falls in Südafrika der zweithöchste Wasserfall und der höchste ununterbrochene Wasserfall im südlichen Afrika.

## Beschreibung
Der Maletsunyane-Wasserfall befindet sich im Maseru-Distrikt in der Nähe des Ortes Semonkong und gilt als Touristenattraktion. Ein Abstieg zur Talsohle ist in der Nähe des Wasserfalls möglich. Im Winter ist der Wasserfall oft vereist.
Semonkong bedeutet Platz des Rauchs und ist nach dem Wasserfall benannt.